# سفين بوتمان
سفين بوتمان (مواليد 12 يناير 2000) في هو لاعب كرة قدم هولندي ينشط في منصب قلب الدفاع ويلعب حاليا مع نادي نيوكاسل يونايتد البريطاني.
يمتاز بطول القامة (1.93 م)

## نشأته

### بداياته في هولندا
ولد سفين بوتمان في 12 يناير سنة 2000 في هولندا، التحق باكاديمية اياكس امستردام في سن التاسعة.
في 17 يوليو 2019 تمت اعارته لمدة موسم واحد ل نادي هيرنفين الناشط في الدرجة الأولى، اين لعب معه 30 مباراة وسجل هدفين.

### نادي ليل
في 31 يوليو 2020 انضم سفين بوتمان ل نادي ليل الفرنسي في صفقة اعارة قادما من ناديه الاصلي اياكس امستردام.
و بعد بدايته القوية ونيله لمكانة اساسية، قرر فريقه شراء عقده والتعاقد معه بصفة نهائية في 25 سبتمبر 2020.

### المنتخب الوطني
شارك سفين بوتمان تقريبا مع جميع الفئات السنية للمنتخب الهولندي اين حمل شارة قيادة منتخب اقل من 19 سنة لمرتين.
في نوفمبر 2020 استدعاه مدرب المنتخب الهولندي فرانك دي بور لأول مرة لتمثيل المنتخب الأول مستفيدا من اصابة مواطنه ناثان اكي.

## الإحصائيات
| الموسم    | النادي  | الدوري          | المباريات | الاهداف | التمريرات الحاسمة |
| 2019/2020 | هيرنفين | الدوري الهولندي | 30        | 2       | 4                 |
| 2020/2021 | ليل     | الدوري الفرنسي  | 29        | 0       | 1                 |

## روابط خارجية
- سفين بوتمان على موقع الاتحاد الأوربي (الإنجليزية)
- سفين بوتمان على موقع إي إس بي إن إف سي (الإنجليزية)
- سفين بوتمان على موقع قاعدة بيانات كرة القدم.إي يو (الإنجليزية)
- سفين بوتمان على موقع ليكيب (الفرنسية)
- سفين بوتمان على موقع Soccerbase.com (لاعب) (الإنجليزية)
- سفين بوتمان على موقع Soccerway.com (الإنجليزية)
- سفين بوتمان على موقع عالم كرة القدم.نت (الإنجليزية)
- سفين بوتمان على موقع AS.com (الإسبانية)